# First and Last and Always
First and Last and Always es el primer álbum de la banda de rock gótico The Sisters of Mercy, producido durante 1984 y publicado en 1985, a través de Warner Music Group.
Fue producido por David M. Allen. Todos los temas fueron compuestos por Andrew Eldritch y musicalizados por Gary Marx, Craig Adams y Wayne Hussey, quienes en ese momento conformaban la banda.

## Historia
Fue editado en 1985 por East West, una división de Warner Music, en el Reino Unido y otros sellos afiliados en el resto del mundo.
El tema Amphetamine Logic fue publicado inicialmente con el nombre de "Logic", ya que una ley británica prohibía el uso de nombres de drogas y sustancias ilegales en las letras de las canciones. Luego de un tiempo apareció con el nombre completo.

## Formato

### Edición enLP
Originalmente el álbum apareció en formato estándar de disco de vinilo, así como en casete de cinta magnética de audio. Todas las canciones fueron escritas por Andrew Eldritch.

| Lado A |                           |                     |          |  |
| N.º    | Título                    | Musicalización      | Duración |  |
| 1.     | «Black Planet»            | Hussey              | 4:27     |  |
| 2.     | «Walk Away»               | Hussey              | 3:20     |  |
| 3.     | «No Time to Cry»          | Adams, Marx, Hussey | 3:54     |  |
| 4.     | «A Rock and a Hard Place» | Hussey              | 3:36     |  |
| 5.     | «Marian (version)»        | Hussey              | 5:37     |  |

| Lado B |                                                                |                         |          |  |
| N.º    | Título                                                         | Musicalización          | Duración |  |
| 1.     | «First and Last and Always»                                    | Marx                    | 3:58     |  |
| 2.     | «Possession»                                                   | Eldritch, Adams, Hussey | 4:36     |  |
| 3.     | «Nine While Nine»                                              | Marx                    | 4:07     |  |
| 4.     | «Amphetamine Logic» (originalmente apareció sólo como "Logic") | Marx                    | 4:46     |  |
| 5.     | «Some Kind of Stranger»                                        | Marx                    | 7:16     |  |

### Edición enCD
El álbum apareció hasta 1988 en formato digital, con el mismo contenido del LP; en 2006 tuvo una reedición con seis temas adicionales.

| Temas adicionales de la edición 2006 |                                 |          |  |
| N.º                                  | Título                          | Duración |  |
| 11.                                  | «Poison Door»                   | 3:41     |  |
| 12.                                  | «On the Wire»                   | 4:21     |  |
| 13.                                  | «Blood Money»                   | 3:13     |  |
| 14.                                  | «Bury Me Deep»                  | 4:44     |  |
| 15.                                  | «Long Train»                    | 7:30     |  |
| 16.                                  | «Some Kind of Stranger» (early) | 8:38     |  |